# Red para tiburones

Diagrama simplificado de la red para tiburones en Nueva Gales del Sur, Australia.

Una red para tiburones es una sección sumergida de enmalle colocada en playas diseñada para interceptar grandes animales marinos, incluidos tiburones, con el objetivo de reducir la probabilidad de ataques de tiburones a nadadores. Las redes para tiburones que se utilizan son trasmallos, que es una pared de red que cuelga en el agua y captura a los animales marinos enredándolos, aunque sólo alrededor del 10% de las capturas corresponden a la especie de tiburón objetivo.   Estas redes son comunes en zonas de Australia, como en Queensland. Suelen tener 186 m de largo y se calan a una profundidad de 6 m, con una luz de malla de 500 mm; y están diseñadas para capturar tiburones de más de 2 m de longitud.  En Nueva Gales del Sur, Australia, suelen tener 150 m de largo, se colocan en el fondo del mar y se extienden aproximadamente 6 m por la columna de agua, y también están diseñadas para capturar tiburones de más de 2 m de longitud.  Las redes para tiburones no crean una zona de exclusión entre los tiburones y los humanos y no deben confundirse con las barreras para tiburones. Las redes son un dispositivo de pesca y están pensadas para la captura, mientras que las barreras son elementos no-letales que simplemente crean una separación entre bañistas y tiburones u otros organismos de gran tamaño.
Las redes para tiburones no ofrecen una protección completa, pero funcionan según el principio de "menos tiburones, menos ataques". Las redes para tiburones están diseñadas para enredar y capturar a los escualos que pasan cerca de ellas.  Las cifras históricas de ataques de tiburones sugieren que el uso de redes y palangres para tiburones reduce la incidencia de ataques de tiburones cuando se implementa de manera regular y consistente.    Sin embargo, un estudio de 2019 argumentó que esta conclusión pasa por alto factores clave, como un cambio en las actividades que se llevan a cabo en las playas y en las zonas de baño. 
El gran tamaño de malla de las redes está diseñado específicamente para capturar tiburones y evitar que escapen hasta que finalmente se ahoguen. Debido a la actividad náutica, las redes también flotan 4 metros o más por debajo de la superficie y no se conectan con la costa (excluyendo las redes de barrera para tiburones de Hong Kong ), lo que permite a los tiburones la oportunidad de nadar sobre y alrededor de las redes. Las redes para tiburones pueden costar 1 millón de dólares australianos o 20.000 dólares australianos por playa al año. 
Las redes para tiburones han sido criticadas por ambientalistas, conservacionistas y activistas por los derechos de los animales debido a los daños que producen en el ecosistema marino.       

## Historia
La red de malla para tiburones fue desarrollada por New South Wales Fisheries en 1937, después de una década y media de repetidos ataques de tiburones frente a las playas de Sydney. En marzo de 1935, por ejemplo, dos personas, una en North Narrabeen y otra en Maroubra, murieron tras ataques de tiburones blancos en una semana. La malla nunca fue diseñada para encerrar un trozo de agua, ya que las redes de barrera no podían perdurar en una zona de surf. En cambio, fue diseñado para atrapar tiburones grandes mientras nadaban dentro del alcance de las olas. Al principio, la captura fue enorme; más de 600 tiburones en el primer año de funcionamiento, frente a sólo unas pocas playas de Sydney. Pero con el tiempo, incluso sin ajustar la extensión del programa a casi todas las playas de Sydney y a Wollongong y Newcastle, la captura disminuyó. La captura media anual actual de Nueva Gales del Sur es de 143 tiburones, muchos de los cuales se liberan vivos. 
Las redes se desplegaron por primera vez frente a ciertas playas de KwaZulu-Natal (anteriormente Natal), Sudáfrica, en 1952. 
Las redes para tiburones también se utilizaron frente a Dunedin, Nueva Zelanda, durante aproximadamente 40 años, y fueron retiradas en 2011. Se descubrió que las redes eran perjudiciales para el medio ambiente; ya que se mataron 700 especies no objetivo.  No se han producido ataques de tiburones desde su eliminación. 
A partir de 2018, las redes para tiburones se utilizan en Nueva Gales del Sur, Queensland y KwaZulu-Natal .    En agosto de 2018, se anunció que se retirarían las redes en el norte de Nueva Gales del Sur, pero que las redes en Sydney, Newcastle y Wollongong permanecerían.   El Partido Verde de Nueva Gales del Sur dijo que quería que se eliminaran todas las redes para tiburones. 

## Eficacia
Los programas de control de tiburones en curso han tenido mucho éxito en reducir la incidencia de ataques de tiburones en las playas protegidas.    En los años comprendidos entre 1900 y 1937, 13 personas murieron en las playas de surf de Nueva Gales del Sur después de ataques de tiburones; Durante los siguientes 72 años, la tasa de mortalidad se redujo a ocho (de las cuales sólo una ocurrió en una playa con malla) incluso si la población humana de la zona aumentó de 1,4 millones a 7 millones durante la época. 
En Queensland, ha habido sólo un ataque mortal en una playa controlada desde 1962, en comparación con 27 ataques mortales entre 1919 y 1961. Las estadísticas del Departamento de Industrias Primarias de Nueva Gales del Sur indican que antes de que se introdujeran las redes en Nueva Gales del Sur en 1936, había un promedio de un ataque mortal de tiburón cada año. Desde entonces sólo ha habido un ataque mortal en una playa protegida y fue en 1951. De manera similar, entre 1943 y 1951 la ciudad sudafricana de Durban sufrió siete ataques mortales, pero no ha habido ninguno desde que se introdujeron las redes en 1952. Una comparación más reciente muestra que en Sudáfrica hubo tres ataques de tiburones, ninguno mortal, en playas protegidas de KwaZulu-Natal entre 1990 y 2011, mientras que hubo 20 ataques mortales en el mismo período en playas no protegidas de las provincias del Cabo Oriental y Occidental. . 
Sin embargo, los grupos ambientalistas han calificado el programa de red en Nueva Gales del Sur de "obsoleto e ineficaz";  argumentan que las redes para tiburones no protegen a los nadadores.  El 65% de los ataques de tiburones en Nueva Gales del Sur ocurrieron en playas con redes. 

## Impacto medioambiental
Las redes para tiburones tienen como consecuencia una alta tasa de captura accidental, viéndose afectadas numerosas especies amenazadas y en peligro de extinción como especies de tortugas marinas, dugongos, delfines y ballenas .  En Queensland, en la temporada de verano 2011/12 se capturaron 700 tiburones, 290 de ellos por encima de los 4 metros en redes para tiburones y líneas de tambor . 
En Nueva Gales del Sur, este tipo de redes atrapan a una ballena jorobada cada dos años, aunque normalmente es liberada viva. En Queensland en 2015, la captura accidental incluyó un delfín mular y siete delfines comunes (de los cuales sólo uno fue liberado vivo), 11 bagres, ocho rayas nariz de vaca, nueve rayas águila, 13 tortugas bobas, cinco mantarrayas (todas menos una sobrevivieron), ocho rayas nariz de pala., tres peces sapo, cuatro atunes y un águila moteada blanca, que fue liberada sana y salva. 
En lo últimos años, también utilizan aparatos acústicos adheridos a las redes (pingers) que emiten sonidos que ahuyentan a delfines, ballenas y otros organismos marinos, ayudando así a reducir la captura accidental de estos animales. 
El actual programa de redes en Nueva Gales del Sur ha sido descrito como "extremadamente destructivo" para la vida marina.  Entre septiembre de 2017 y abril de 2018, más de 403 animales murieron en las redes en Nueva Gales del Sur, incluidos 10 tiburones nodriza grises, en peligro crítico de extinción, 7 delfines, 7 tortugas marinas verdes y 14 grandes tiburones blancos .  Entre 1950 y 2008, 352 tiburones tigre y 577 grandes tiburones blancos murieron en las redes de Nueva Gales del Sur; también durante este período, un total de 15.135 animales marinos perecieron en las redes.  Más de 5.000 tortugas marinas han sido capturadas en las redes.  El gobierno de Nueva Gales del Sur prohíbe a las personas rescatar animales enredados; esta prohibición ha sido calificada de "despiadada y cruel". 
En un período de 30 años, más de 33.000 tiburones han muerto en el programa de redes para tiburones de KwaZulu-Natal .  Durante el mismo período de 30 años, 2.211 tortugas, 8.448 rayas y 2.310 delfines murieron en el programa de redes para tiburones de KwaZulu-Natal. 
Los grupos de bienestar animal señalan el sufrimiento y la crueldad que las redes infligen a los animales, como laceraciones, estrés, dolor e infecciones.  Sugieren alternativas como patrullas de salvamento en surf, educación pública sobre el comportamiento de los tiburones, señales de radio, tecnología de sonar y redes eléctricas.
El politólogo Christopher Neff señala: "A nivel internacional, las redes para tiburones han sido etiquetadas como un 'proceso clave de amenaza' para matar especies en peligro de extinción". Y añade: "... matar especies en peligro de extinción para aumentar la confianza del público o para demostrar que la acción del gobierno no es viable. Es un flaco favor al público".  Jessica Morris de Humane Society International llama a las redes para tiburones una "reacción instintiva" y dice: "los tiburones son depredadores de primer orden que desempeñan un papel importante en el funcionamiento de los ecosistemas marinos. Los necesitamos para tener océanos saludables".  Sea World Research & Rescue Foundation también se opone al uso de redes para tiburones para sacrificar poblaciones de tiburones "En un mundo ideal nos gustaría que no hubiera sacrificio de tiburones en Australia y en todo el mundo, sin embargo, esto no es una realidad. Entendemos la presión sobre los gobiernos para proteger a los nadadores mediante el uso de programas de control de tiburones. Continuamos nuestra postura contra las redes para tiburones y mantenemos nuestras operaciones de rescate para salvar a los delfines, las ballenas y las tortugas que quedan atrapadas en ellas, además de trabajar con las agencias autorizadas para hacerlo. investigar mejores métodos que reduzcan el impacto sobre nuestra vida marina". 
Sin embargo, la captura accidental de las redes para tiburones es menor en comparación con la captura accidental de otras actividades. En promedio, el programa de control de tiburones de Nueva Gales del Sur y Queensland captura 15 grandes tiburones blancos cada año, en comparación con 186 capturados en Australia mediante otras actividades.  Por ejemplo, la industria pesquera comercial de tiburones de Australia captura más de 1200 toneladas de tiburones cada año,  de las cuales 130 son grandes tiburones blancos.  Sólo la industria de arrastre de la gamba de Nueva Gales del Sur genera 64 toneladas de tiburones como captura accidental cada año,  de las cuales dos tercios mueren.  La pesca con palangre de atún y pez espada frente a la costa de Sudáfrica informó que entre 39.000 y 43.000 tiburones murieron cada año entre 1995 y 2005.  Sharksavers estima que en total 50 millones de tiburones son capturados involuntariamente cada año como captura accidental por parte de la industria pesquera comercial. 

## Coste
El coste total del programa de redes para tiburones en Nueva Gales del Sur para el año 2009/2010 fue de aproximadamente 1 millón de dólares australianos, lo que incluye el coste de las redes, los contratistas, los observadores y el técnico de tiburones, el equipo para redes de tiburones (pingers para delfines y alarmas para ballenas, etc.), y actividades de auditoría de cumplimiento.  Para las 51 playas protegidas,  esto representa un costo financiero de aproximadamente 20.000 dólares australianos por playa al año.

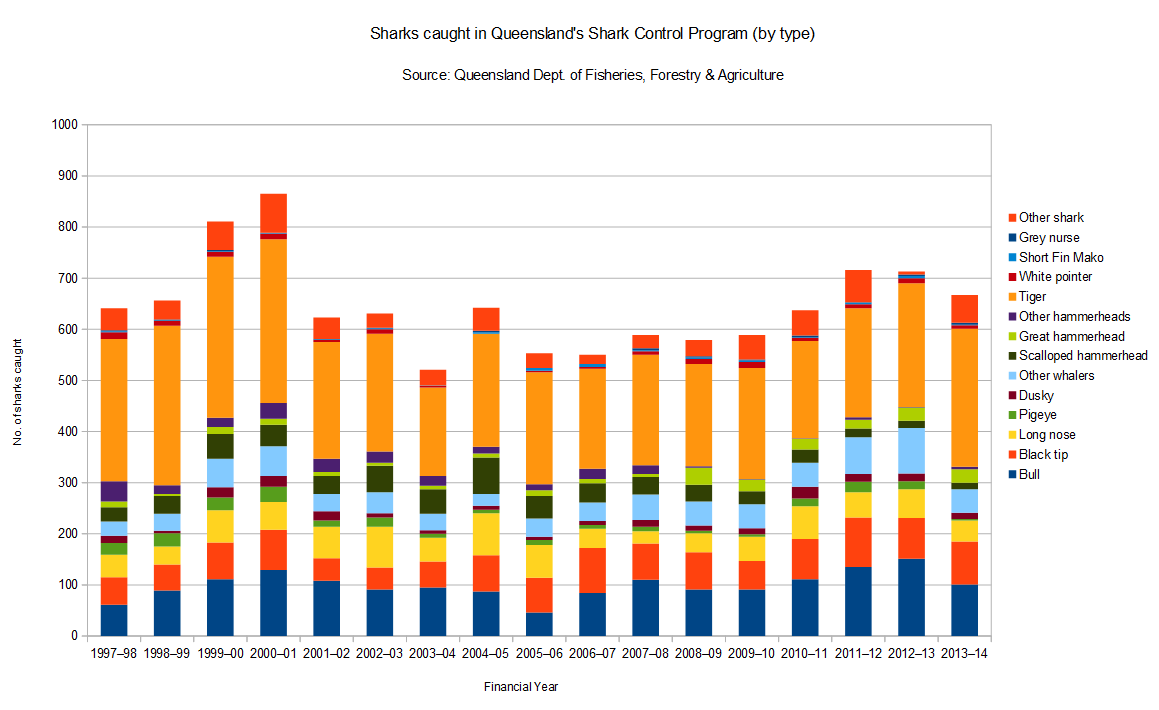
Gráfico de tiburones capturados en el Programa de Control de Tiburones de Queensland (por tipo) julio de 1997 a junio de 2014

En Nueva Gales del Sur, Australia, hay 51 playas protegidas.  El mantenimiento de las redes corre a cargo del Departamento de Industrias Primarias de Nueva Gales del Sur. Las redes son generalmente 150 metros de largo, 6 m de ancho y se ubican en el fondo marino a una profundidad de 10 metros. La luz de malla tiene un tamaño de 50 a 60. centímetros. Las redes se levantan cada 24 a 48 horas para su mantenimiento para evitar que se pudran, limpiar los escombros y recoger los tiburones muertos y otras especies marinas que también puedan quedar atrapadas. Se dice que entre el 35% y el 50% de los tiburones se enredan en la playa. Se han instalado "pingers" acústicos en las redes para advertir a los delfines y las ballenas y las redes no están colocadas en invierno, la temporada de migración de las ballenas. El departamento afirma que las redes "nunca han sido consideradas como un medio para prevenir absolutamente ningún ataque", sino que ayudan a disuadir a los tiburones de establecer territorios.  Entre 1950 y 2008, cientos de tiburones blancos y tiburones tigre murieron en las redes en Nueva Gales del Sur. 
En Queensland, las líneas de tambores se utilizan en combinación con estas redes. El Programa de Control de Tiburones de Queensland ha estado en vigor desde principios de los años 1960. En la temporada de verano 2011/12 de Queensland se capturaron 714 tiburones, 281 de más de 2 metros en redes para tiburones y líneas de tambor.  Desde 1997, entre 500 y 900 tiburones han muerto cada año en el programa, incluidas varias especies de tiburones de interés para la conservación:
| Nombre común                | Nombre científico      | Estado de la Lista Roja de la UICN | Listado de conservación EPBC (AUS)        |
| --------------------------- | ---------------------- | ---------------------------------- | ----------------------------------------- |
| Gran tiburón martillo       | Sphyrna mokarran       | En peligro de extinción            |                                           |
| Tiburón blanco              | Carcharodon carcharias | Vulnerable                         | Vulnerable                                |
| Tiburón nodriza gris        | Carcharias tauro       | Vulnerable                         | Población en peligro crítico (costa este) |
| Tiburón martillo festoneado | Sphyrna lewini         | En peligro de extinción            |                                           |

## Sudáfrica
En Sudáfrica, la Junta de Tiburones de KwaZulu -Natal instala redes para tiburones en numerosas playas de KwaZulu-Natal.  Las redes para tiburones se han instalado en esta zona desde la década de 1950, y han reducido en gran medida el número de ataques.  A su vez, más de 33.000 tiburones han muerto en las redes de KwaZulu-Natal en un período de 30 años razón por la que el programa ha sido calificado de "arcaico" y "desastroso para el ecosistema". 